# Främlingshem
Främlingshem är en större by kring gränsen mellan Hedesunda socken, Årsunda socken och Valbo socken.
I Munkholmen ute i den stora torvmossen Norrbomuren finns trekommungränsen. Bebyggelsen i byn är uppdelad mellan Årsunda och Hedesunda. Ett gästgiveri har funnits här vid den urgamla åsvägen mellan Västerås, Tärnsjö, Hedesunda, Valbo och Hälsingland.
1901–1964 fanns här en station vid Sala–Gysinge–Gävle järnväg. Ursprungligen var tanken att stationen skulle döpas till Tierpstorp men namnet godkändes inte av Väg- och vattenbyggnadsstyrelsen och den gavs i stället namnet Främlingshem. I början av järnvägens tid skedde en omfattande lastning av timmer och sågade trävaror samt träkol här. Efter en intensiv period fram till slutet av första världskriget minska de transporterna här och 1949 nedklassades stationen till håll- och lastplats. 1963 blev Främlingshem endast hållplats, samtidigt som lastspåren revs upp. 1964 lades järnvägen ned. Stationshuset fungerade även som postkontor.